# Cipela
Cipela (svenska: sko) är en sång skriven och framförd av den serbiske sångaren Marko Kon och accordionspelaren Milan Nikolić. Cipela var Serbiens bidrag i Eurovision Song Contest 2009 som hölls i Moskva, Ryssland. Sången deltog i den andra semifinalen, men klarade sig inte vidare till finalkvällen.